# Capgaronnite
La capgaronnite è un minerale.